# Broussy-le-Petit
Broussy-le-Petit è un comune francese di 136 abitanti situato nel dipartimento della Marna nella regione del Grand Est.

## Società

### Evoluzione demografica
Abitanti censiti

## Galleria d'immagini

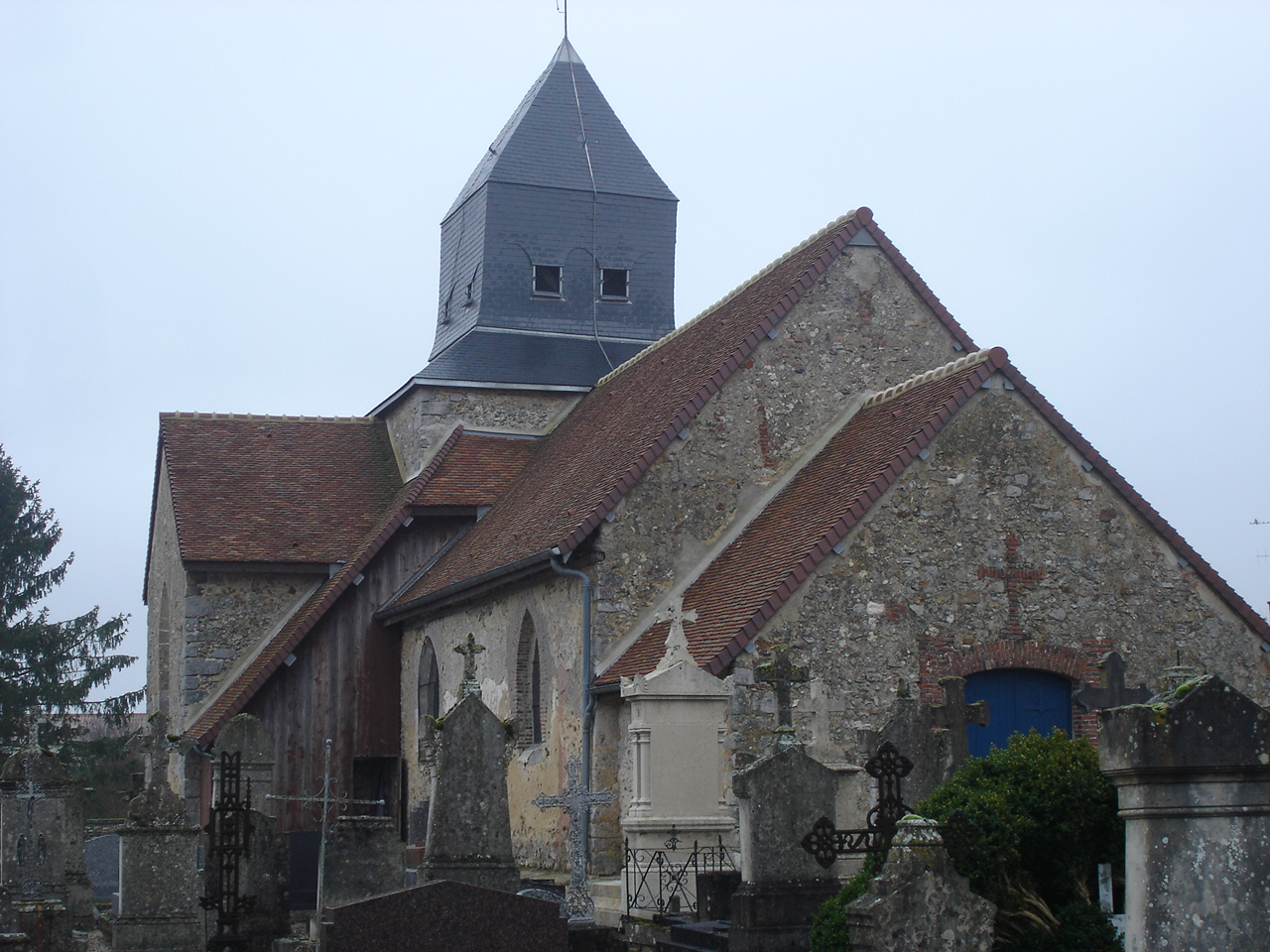
chiesa